# 1.º Batalhão Paraquedista (África do Sul)
O 1º Batalhão Paraquedista (em inglês:  1 Parachute Battalion), lema Ex Alto Vincimus, é a única unidade paraquedista em tempo integral do Exército Sul-Africano. Foi fundado em 1º de abril de 1961. O nome desta unidade foi alterado para Centro de Treinamento Paraquedista após 1998. Foi o primeiro batalhão da 44ª Brigada Paraquedista até 1999, quando a brigada foi reduzida para o 44º Regimento Paraquedista.
O batalhão realizou muitas operações activas em batalha – produzindo muitos soldados altamente condecorados – na Guerra sul-africana na fronteira de 1966 a 1989. A sua acção mais conhecida foi a controversa Batalha de Cassinga em 1978.
O apelido da unidade "Parabat" é uma aglutinação derivada das palavras "Parachute Battalion".

## História

### Origem
Em 1960, quinze voluntários da SADF foram enviados para a Inglaterra na base RAF Abingdon, a maioria selecionada para treinar como instrutores de paraquedismo, alguns como dobradores de pára-quedas e um piloto da SAAF no lançamento de pára-quedistas. Esses homens, juntamente com uma unidade mais antiga chamada 2 Mobile Watch, formaram o núcleo do 1º Batalhão Paraquedista em Tempe, em Bloemfontein, em abril de 1961.

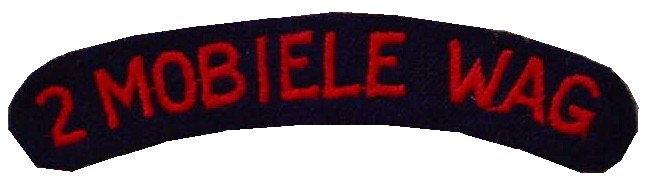
Título de ombro da 2 Mobile Watch da era UDF.

Os primeiros paraquedistas eram homens da Força Permanente, mas logo começou o treinamento de paraquedistas da Força Cidadã (semelhante à Guarda Nacional dos Estados Unidos).

### Primeira Ação
Os membros do 1º Batalhão Paraquedista foram os primeiros soldados do Exército SA a entrar em acção desde a Segunda Guerra Mundial quando, em 1966, participaram, com a Polícia Sul-Africana, em ações contra contra insurgentes no Sudoeste Africano.
Em 1966, membros do 1 Parabat participaram da primeira ação na guerra no Sudoeste da África durante um assalto helitransportado a uma base insurgente. Posteriormente, estiveram envolvidos em operações na SWA/Namíbia, Angola, Zâmbia, Moçambique e Rodésia (actual Zimbabué) e noutros locais, numa base quase constante, durante mais de 20 anos.

### Organização sob a SADF
O 1º Batalhão Paraquedista foi organizado da seguinte forma:
- Força Permanente :
  - QG do Batalhão;
  - Companhia QG;
  - Companhias A e B.
- Força Cidadã :
  - Cia C, Cidade do Cabo;
  - Cia D, Durban;
  - Cia E, Pretória e
  - Cia F, Joanesburgo.

### Desenvolvimento de Unidades Irmãs
Outros batalhões foram adicionados: 2 Para Bn em 1971 e 3 Para Bn em 1977.

### Guerra Fronteiriça
Em 1974 e 1975, 1º Batalhão Paraquedista operou ao longo da fronteira angolana com a SWA; ao longo da Faixa de Caprivi; um pelotão saltou perto de Luiana (setembro de 1975), em Angola, para socorrer um grupo de “Mateiros” encurralados por uma força da SWAPO; e 3 pelotões juntaram-se à Operação Savannah em Sá da Bandeira no dia seguinte à tomada do aeroporto (outubro de 1975). Os dois pelotões retiraram-se em fevereiro e março da Operação Savana durante a Guerra Civil Angolana em julho de 1975, quando 1 série do 1 Para Bn voou para Ondangwa e viajou de Unimog para Ruancana, na fronteira norte de SWA em Ruacana e Santa Clara, em Angola, para aliviar duas comunidades portuguesas encurraladas pelo MPLA.

### A Brigada Para
Com a criação da 44ª Brigada Paraquedista (Para Brigade) em abril de 1978, sob a liderança do Brigadeiro MJ du Plessis e do Coronel Jan Breytenbach, co-fundador da brigada, a Brigada Para tornou-se uma força poderosa. O primeiro grande exercício aerotransportado do Grupo de Batalhão Paraquedista ocorreu em 1987 no Noroeste do Transvaal (hoje Província Noroeste). Com a eventual dissolução da 44ª Brigada Paraquedista, seu pessoal em tempo integral foi transferido para Bloemfontein e incorporado ao 1º Grupo de Batalhão Paraquedista.

### Novas Técnicas
Em 1986, a unidade embarcou em seu primeiro curso de salto livre HALO/HAHO em Bloemfontein. Isto permitiria que as tropas entrassem em território inimigo a partir de aeronaves que seguissem rotas comerciais.

### Sob a SANDF
Em 2001, o pessoal do batalhão formou a ponta de lança do Destacamento de Apoio à Protecção da África do Sul, destacado no Burundi.
Em 2012, o 1 Batalhão de Pára-quedistas participou na assistência militar sul-africana à operação da República Centro-Africana, onde a unidade sofreu 13 mortos, 27 feridos e um desaparecido em combate numa emboscada conduzida pelos rebeldes Séléka. Em 2014 foi anunciado que 1 Batalhão de Pára-quedistas receberia Honras de Batalha por esta operação.
Em 2013, o batalhão contribuiu com uma companhia, sob o comando do Major Vic Vrolik, para a Brigada de Intervenção da Força das Nações Unidas (FIB), que travou vários combates na República Democrática do Congo.

## Treinamento

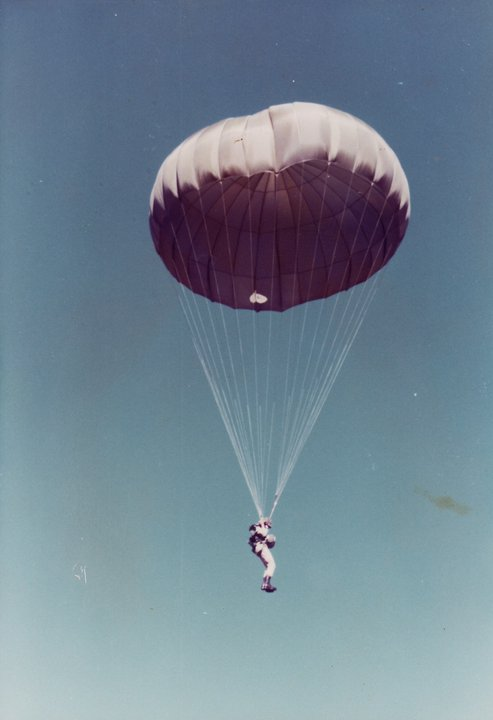
Salto de qualificação.

O 1º Batalhão Paraquedista é a única instituição militar de treinamento de pára-quedistas na África do Sul, sendo sua Escola de Paraquedismo responsável por todo o treinamento. A escola teve apenas quatro mortes em sua existência. O 1 Parabat é uma unidade em tempo integral que, além do treinamento de pára-quedas, também realiza treinamento de força para recrutas admitidos na unidade e em outras unidades do Exército da África do Sul.
A idade média varia em meados dos vinte anos. A seleção e o treinamento dos paraquedistas são rigorosos para garantir que um padrão de eficiência de combate seja mantido em alto nível.

### Recrutamento
Membros do 1º Batalhão Paraquedista visitam os vários batalhões todos os anos no início do ciclo de treinamento em busca de voluntários. Estes devem então passar por um teste físico em sua unidade antes de comparecerem perante um júri, que examina seu caráter e motivação.

### Avaliação inicial
Para dar aos futuros membros a resistência e a aptidão de que necessitarão para as operações nas duras condições africanas, os instrutores da 44ª Brigada Paraquedista dão especial ênfase ao treino físico básico. Os soldados que se voluntariam para o serviço nas forças pára-quedistas passam primeiro por uma bateria de exames médicos – semelhantes aos do pessoal aviador – antes de partirem em uma corrida cronometrada de 5km. Antes que possam recuperar o fôlego, eles enfrentam o segundo teste: corrida de 200m em que cada homem carrega um companheiro nas costas.
Os candidatos são então submetidos a vários testes psicológicos e físicos – embora estes estejam geralmente ao alcance de qualquer pessoa com motivação e força de vontade suficientes.
A verdadeira provação começará então: durante quatro longos meses, os recrutas Bats suportarão marchas forçadas, exercícios físicos, sessões de tiro e inspeções – tudo isso cercados pelos gritos de seus instrutores com olhos de águia. Os instrutores paraquedistas sul-africanos, tal como os seus homólogos britânicos, impõem uma disciplina rigorosa. Por exemplo, os formandos levam sempre consigo o seu kit de higiene nas marchas de 30km e ao amanhecer, quando voltam à base com dores nos ossos, dedicam o pouco tempo que lhes resta para descansar com limpeza e apresentação.
Os selecionados são então transferidos para o 1º Para, onde primeiro completam o curso normal de formação básica de três meses, com algumas diferenças: TFM três vezes ao dia, sem caminhada no acampamento em hipótese alguma e 10 a 15km de corrida para terminar cada dia. Corridas de 20km carregando toras; pneus de carro presos aos candidatos por uma longa corda; ou os temidos blocos de concreto de 25kg que devem ser carregados para onde quer que o candidato vá. Cerca de 10 a 20 por cento desistem durante esta fase, regressando às suas unidades originais. Tudo isso leva ao que é chamado de koeikamp ("acampamento das vacas"). São 3 dias de desafio máximo de resistência física e psicológica.
Os aspirantes a pára-quedistas recebem um pacote de ração para 24 horas ou "pacote de ratos" durante a seleção. Durante esses dias, eles recebem diversas tarefas para realizar em um tempo determinado: Várias marchas e corridas noturnas de 20 a 30km com mochilas bergen de 25kg, prática de boxe, corridas com macas de 75kg por mais de 20km, cavando trincheiras e carregando obuses de artilharia por mais de 10km durante uma corrida cronometrada são apenas algumas das tarefas que devem ser concluídas. Além de tudo isto, os candidatos estão no mato africano, sem chuveiros, refeições quentes ou camas, após cada dia cansativo. A cada ano, a sequência de quais “testes” serão feitos para tirar o máximo proveito dos “aspirantes” muda, por isso é uma grande surpresa a cada ano. Devido ao sono, fome e tarefas físicas extremas, muitos homens desistem. Depois de todos os testes acima, os poucos soldados restantes voltam ao acampamento onde terão que completar uma pista de obstáculos chamada “Elefante”. Alguns soldados estrangeiros de elite afirmaram que esta era uma das pistas de obstáculos mais difíceis de todos os tempos. Novamente, este é um exercício cronometrado, que deve ser concluído várias vezes, e também é feito com o kit de batalha completo. Mais uma vez, os instrutores procuram alunos hesitantes durante os obstáculos altos e a natação subaquática através de um túnel estreito. Ao final do “Elefante” vários outros alunos desistem por lesão ou por não concluírem o curso no tempo exigido. Neste ponto o curso foi concluído. Porém, sempre há a “surpresa ruim” que historicamente passou a fazer parte da Fase de Seleção.
Após uma provação de seis meses, os poucos selecionados (cerca de 40% da turma original) dão os 12 saltos necessários para obter as asas paraquedistas. Durante esse período, as chances de ser desclassificado ainda são muito altas. Esta fase é seguida por algum treinamento individual avançado, durante o qual são abrangidas disciplinas como direção avançada, demolições, táticas e patrulhamento, combate desarmado, habilidades de sobrevivência, fuga e evasão, aspectos da guerra de guerrilha, rastreamento, incursão, operações de contra-insurgência, descida rápida de corda, técnicas de emboscada e anti-emboscada, e armas e técnicas estrangeiras.
Seus instrutores, porém, sempre acham que algo fica a desejar na inspeção que invariavelmente se segue. Para fortalecer os músculos, os alunos são obrigados a carregar um poste telegráfico durante dois dias, a um ritmo de 20km diariamente. De volta à base, o "mármore", uma pedra que pesa cerca de 25kg que o soldado deve carregar aonde quer que vá, é utilizado como substituto para o mesmo fim. O programa de treinamento detalhado está listado abaixo:

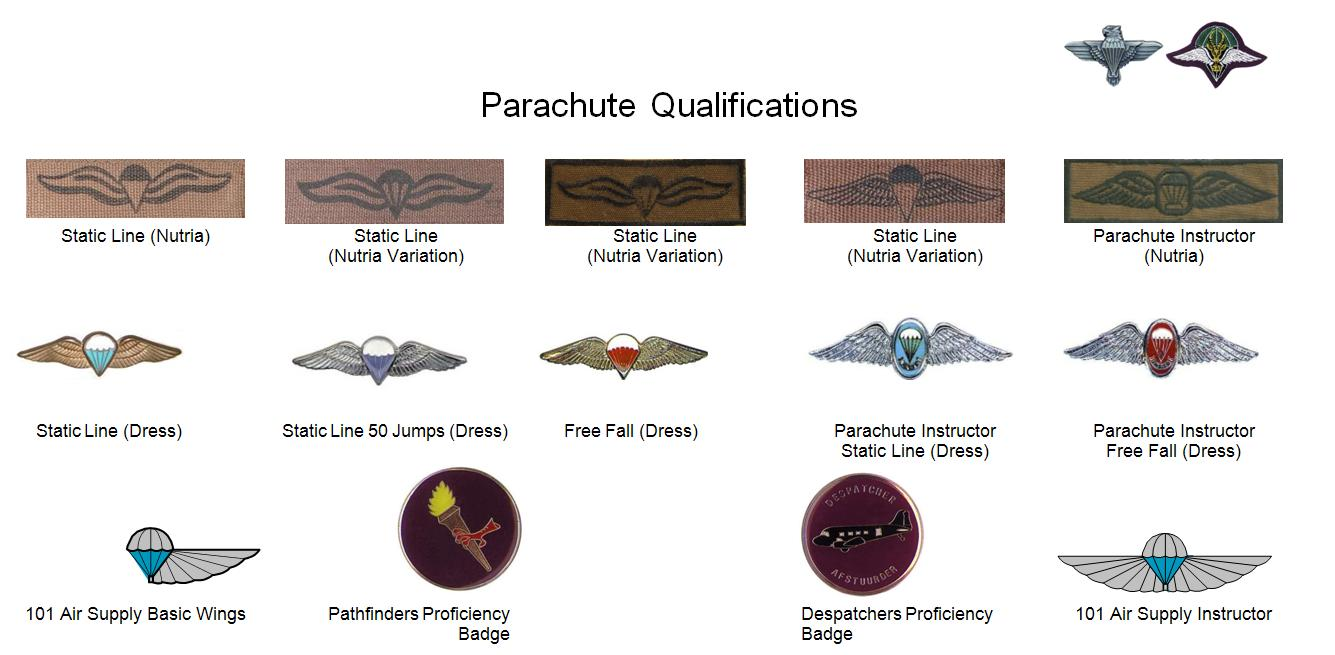
Qualificações.

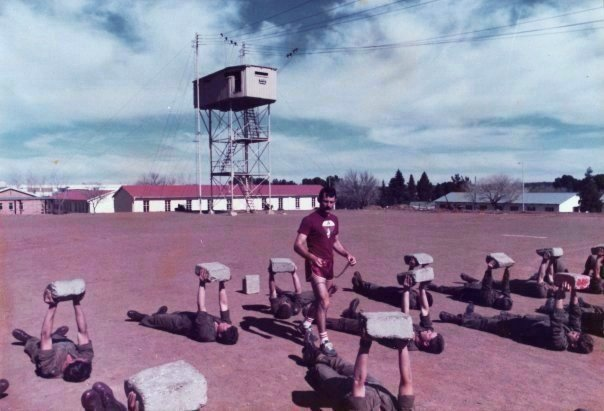
Treinamento Físico com o “Mármore”.

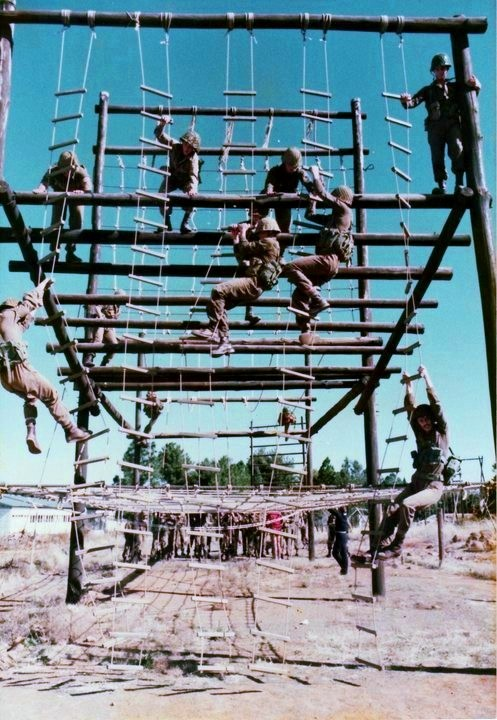
.Pista de Obstáculos, "O Elefante".

### Treinamento básico – 10 semanas
- "Mosquetaria"
- Habilidades de campanha
- Ordem unida
- Leitura de mapa
- Primeiros socorros
- Treinamento Físico

### Treinamento de qualificação paraquedista – 5 semanas
- Seleção Paraquedista – 2 Semanas (8 horas de Treinamento Físico todos os dias durante 2 semanas)
  - Correr 9km e mais com botas
  - Correr até 21km com toras
  - TFM de combate com toras, blocos de concreto e fuzis
  - Marchas de 14km com kit completo
  - Boxe, futebol, luta livre, rugby com pneu de carro como bola
  - Exercícios calistênicos
  - Testes de qualificação (60% devem ser alcançados após 2 semanas de seleção de paraquedista)
    - 3,2km com kit completo em 18 minutos
    - 40 voltas em 90 segundos
    - 200m de elevador de bombeiro com kit completo
    - Suba uma corda de 6 metros
    - Suba uma parede de 2 metros com kit completo
    - 50 flexões sem descanso
    - 67 abdominais em 2 minutos
    - 120 agachamentos sem descanso
- Treinamento de paraquedismo – 3 semanas após a seleção bem-sucedida do paraquedista
  - Treinamento de solo no hangar
  - Saltando de "aapkas" (treinador de saída ao ar livre)
  - Salto de aeronave Dakota
  - Salto de aeronave C130 / C160 Transall
  - O salto inclui saltos diurnos e noturnos, com e sem kit, usando pára-quedas padrão e dirigíveis
  - Um total de 8 saltos devem ser concluídos antes que as almejadas asas de paraquedista sejam concedidas
    - Seleção e treinamento do dia atual para a parte física do curso de paraquedas
    - Até 1991 a parte física do curso de Qualificação Paraquedista era de 2 semanas, mas devido ao serviço nacional ter sido encurtado para um ano, o exército teve a necessidade de mudar e tornar o treinamento mais compacto e rápido. Contudo, alguns dos pára-quedistas “mais antigos” ainda fazem cursos de treino físico para garantir que os padrões não caiam.

### Treinamento individual – 8 semanas
- Armas de pelotão
- Instrução de combate
- Treinamento especializado (em um dos seguintes agrupamentos)
  - Líderes de seção
  - Fuzileiro
  - Morteiro
  - Artilheiro Antitanque
  - Metralhadora
  - Camunicações
  - Sargento de Inteligência
  - Enfermeiro Médico
  - Motorista
  - Balconista
  - Dobrador de pára-quedas
  - Depósito

### Treinamento de guerra convencional – 10 semanas
- Ataque
- Defesa
- Retirada
- Cooperação com blindados, artilharia, força aérea, etc.
- Operações aerotransportadas, incluindo comando de batalha de assalto aéreo em nível de subunidade

### Treinamento de contra-insurgência (COIN) – 9 semanas
- Técnicas de guerra de mato
- Operações da força de reação
- Operações aéreas especializadas
- Incursões aerotransportadas

### Serviço operacional ativo
- Uma vez totalmente treinado, o paraquedista participa das atividades operacionais e de treinamento normais da unidade.

### Outros treinamentos
- Treinamento paraquedista especializado e outros cursos de treinamento incluem:
  - Treinamento de precursor
  - Habilidades básicas fast roping/rapel Laço rápido de um Atlas Oryx da Força Aérea Sul-Africana

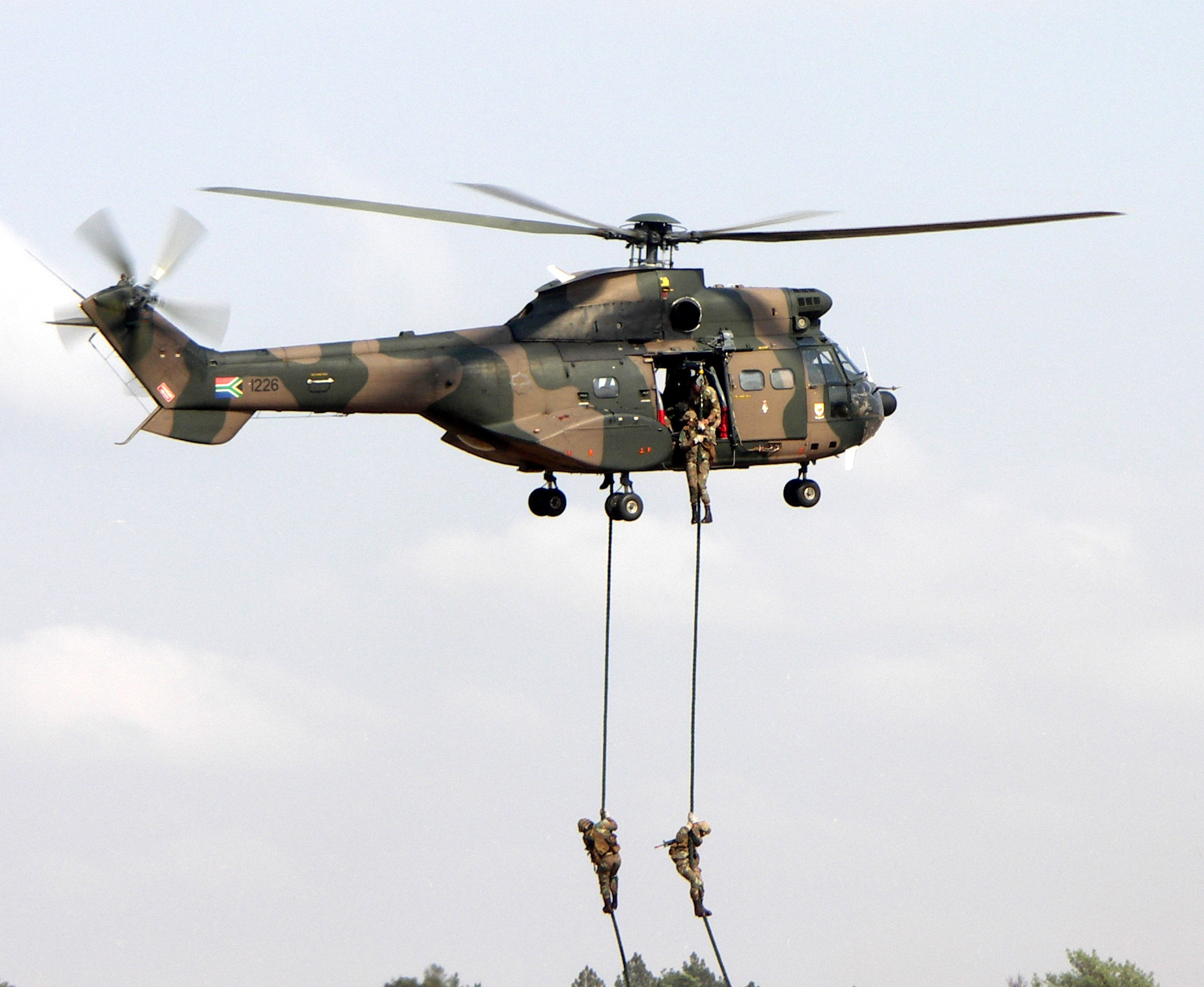
Laço rápido de um Atlas Oryx da Força Aérea Sul-Africana

  - Despachantes de fast-roping/rapel
  - Instrutores de fast-roping/rapel
  - Curso de mestre-de-salto de linha estática
  - Curso básico de instrutores de paraquedismo
  - Curso avançado de salto em linha estática
  - Curso básico de salto livre
  - Curso de mestre-de-salto de salto livre
  - Curso de instrutores de salto Livre
  - Curso avançado de salto livre
  - Curso avançado para instrutores de salto livre
  - Curso de oficiais de segurança de zona de lançamento
  - Curso de dobragem e verificação de pára-quedas
  - Pára-quedismo em tandem

### Insígnia de serviço anterior

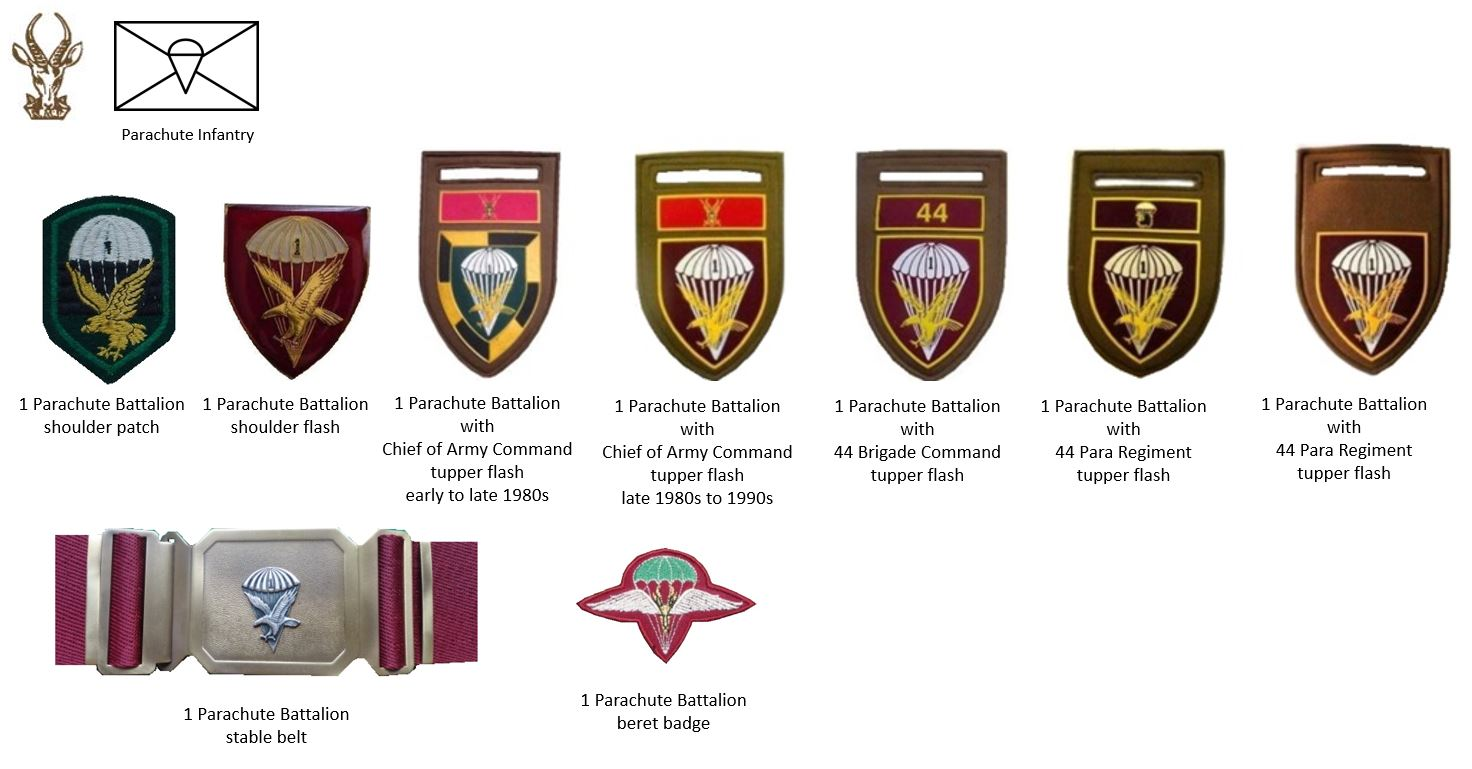
Insígnia do 1º Batalhão Paraquedista da era da SADF.

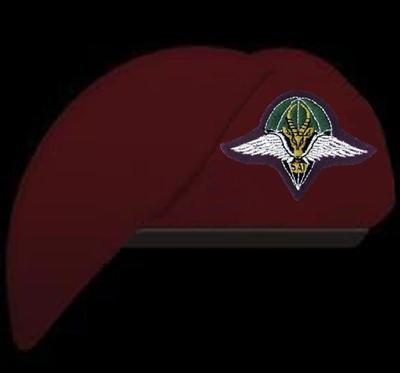
Boina do 1º Batalhão Paraquedista.